# (1586) Thiele
(1586) Thiele est un astéroïde de la ceinture principale.

## Description
(1586) Thiele est un astéroïde de la ceinture principale. Il fut découvert le 13 février 1939 à Bergedorf par Arno Arthur Wachmann. Il présente une orbite caractérisée par un demi-grand axe de 2,43 UA, une excentricité de 0,10 et une inclinaison de 4,1° par rapport à l'écliptique.

## Compléments